# Kupferberg (Pfälzerwald)
Der Kupferberg ist ein westlicher Ausläufer des Mittelbergs (400,1 m) im Leininger Sporn, der ein Gebirgsvorsprung im Nordosten des Pfälzerwaldes ist.

## Geographie

### Lage
Der Berg liegt am Nordwestrand des Leininger Sporns im Umfeld des Harzweilerkopfes (415,0 m). Der Gebirgsteil wird im Westen durch das Tal des Höninger Baches, im Osten durch das Krumbachtal mit dem Krumbach und im Süden durch das Langental begrenzt. Der Kupferbergfels ist als Naturdenkmal (ND-7332-502) in der Gemeinde Bobenheim am Berg gelistet.

### Naturräumliche Zuordnung
Der Kupferberg gehört zum Naturraum Pfälzerwald, der in der Systematik des von Emil Meynen und Josef Schmithüsen herausgegebenen Handbuches der naturräumlichen Gliederung Deutschlands und seinen Nachfolgepublikationen als Großregion 3. Ordnung klassifiziert wird. Betrachtet man die Binnengliederung des Naturraums, so gehört er zum Leininger Sporn.
Zusammenfassend folgt die naturräumliche Zuordnung des Kupferberges damit folgender Systematik:
1. Großregion 1. Ordnung: Schichtstufenland beiderseits des Oberrheingrabens
2. Großregion 2. Ordnung: Pfälzisch-Saarländisches Schichtstufenland
3. Großregion 3. Ordnung: Pfälzerwald
4. Region 4. Ordnung (Haupteinheit): Mittlerer Pfälzerwald
5. Region 5. Ordnung: Leininger Sporn

## Zugang und Wandern
Vom Westen startet die Wanderung vom Wanderparkplatz Langental an der Kreisstraße 31 bei Höningen und Altleiningen und verläuft durch das Langental. Es werden etwa 30 Minuten zum Berg benötigt. Vom Osten kann die Weisenheimer Hütte als Startpunkt gewählt werden. Hier benötigt man etwa 40 Minuten zum Ziel.